# Nogentel
Nogentel – miejscowość i gmina we Francji, w regionie Hauts-de-France, w departamencie Aisne.
Według danych na styczeń 2014 roku gminę zamieszkiwały 1033 osoby, a gęstość zaludnienia wynosiła 149,3 osób/km².